# Manuel García de la Prada
Manuel García de la Prada (Madrid, 1 de enero de 1768 - 1839) fue un hombre de negocios e ilustrado liberal, amigo de Francisco de Goya.

## Trayectoria
Designado miembro de la Orden de Carlos III, fue alcalde-corregidor de Madrid. Fue comisario ordenador de los Ejércitos. En 1812 fue elegido miembro de la Real Academia de Bellas Artes de San Fernando. Fue propietario de cinco lienzos de Goya: Escena de Inquisición, Procesión de disciplinantes, Casa de locos, Corrida de toros y Entierro de la sardina, obras que en la actualidad pertenecen a la Real Academia de Bellas Artes de San Fernando. Goya lo retrató de cuerpo entero.